# Liste der Baudenkmale in Jacobsdorf
In der Liste der Baudenkmale in Jacobsdorf sind alle Baudenkmale der brandenburgischen Gemeinde Jacobsdorf und ihrer Ortsteile  aufgelistet. Grundlage ist die Veröffentlichung der Landesdenkmalliste mit dem Stand vom 31. Dezember 2021. Die Bodendenkmale sind in der Liste der Bodendenkmale in Jacobsdorf aufgeführt.

## Baudenkmale in den Ortsteilen
In den Spalten befinden sich folgende Informationen:
- ID-Nr.: Die Nummer wird vom Brandenburgischen Landesamt für Denkmalpflege vergeben. Ein Link hinter der Nummer führt zum Eintrag über das Denkmal in der Denkmaldatenbank. In dieser Spalte kann sich zusätzlich das Wort Wikidata befinden, der entsprechende Link führt zu Angaben zu diesem Denkmal bei Wikidata.
- Lage: die Adresse des Denkmales und die geographischen Koordinaten. Link zu einem Kartenansichtstool, um Koordinaten zu setzen. In der Kartenansicht sind Denkmale ohne Koordinaten mit einem roten beziehungsweise orangen Marker dargestellt und können in der Karte gesetzt werden. Denkmale ohne Bild sind mit einem blauen bzw. roten Marker gekennzeichnet, Denkmale mit Bild mit einem grünen beziehungsweise orangen Marker.
- Bezeichnung: Bezeichnung in den offiziellen Listen des Brandenburgischen Landesamtes für Denkmalpflege. Ein Link hinter der Bezeichnung führt zum Wikipedia-Artikel über das Denkmal.
- Beschreibung: die Beschreibung des Denkmales
- Bild: ein Bild des Denkmales und gegebenenfalls einen Link zu weiteren Fotos des Baudenkmals im Medienarchiv Wikimedia Commons

### Jacobsdorf
| ID-Nr.                           | Lage                 | Bezeichnung                                    | Beschreibung | Bild           |
| -------------------------------- | -------------------- | ---------------------------------------------- | --- | -------------- |
| 09115458                         | Hauptstraße (Lage)   | Dorfkirche und zwei Grabsteine vor der Südwand | Die evangelische Kirche stammt im Ursprung aus dem 13. Jahrhundert. Im 19. Jahrhundert wurde die Kirche umgebaut. Außen an der Kirche befinden sich drei Grabsteine aus dem 18. Jahrhundert. | weitere Bilder |
| 09115582 Teilobjekt zu: 09115458 | Hauptstraße (Lage)   | Glocke                                         | Die Glocke stammt aus dem 14. Jahrhundert. | BW             |
| 09115583 Teilobjekt zu: 09115458 | Hauptstraße (Lage)   | Glocke                                         | Die Glocke wurde 1580 gegossen. | BW             |
| 09115452                         | Hauptstraße 6 (Lage) | Landwarenhaus                                  | Der ehemalige Konsum ist noch immer das örtliche Einkaufszentrum. | Landwarenhaus  |

### Petersdorf
| ID-Nr.                           | Lage                        | Bezeichnung                                                                                          | Beschreibung | Bild           |
| -------------------------------- | --------------------------- | --- | --- | -------------- |
| 09115341                         | Sieversdorfer Straße (Lage) | Dorfkirche einschließlich der Glocken im freistehenden Glockenstuhl und Feldsteinmauer des Kirchhofs | Die Feldsteinkirche stammt aus der zweiten Hälfte des 13. Jahrhunderts. Der Glockenturm ist freistehend. Im Inneren eine Kanzel aus dem Anfang des 17. Jahrhunderts. | weitere Bilder |
| 09116010 Teilobjekt zu: 09115341 | Sieversdorfer Straße (Lage) | Orgel                                                                                                | | BW             |

### Pillgram
| ID-Nr.                           | Lage                                 | Bezeichnung                                                   | Beschreibung | Bild                                 |
| -------------------------------- | ------------------------------------ | ------------------------------------------------------------- | --- | ------------------------------------ |
| 09115313                         | Biegener Straße 3, 4 (Lage)          | Giebellaubenhaus (Nr. 3) mit zugehörigem Stallgebäude (Nr. 4) | Der ehemalige Dorfkrug (Biegener Straße 3) stammt aus dem 16. Jahrhundert und wurde von 1991 bis 1997 erneuert.                            | weitere Bilder                       |
| 09115875 Teilobjekt zu: 09115313 | Biegener Straße 3, 4 (Lage)          | Stall                                                         | | BW                                   |
| 09115131                         | Jacobsdorfer Straße 6, 6a, 10 (Lage) | Feldstein-Ziegelscheune mit Anbauten                          | Die Scheune wurde teilweise zum Wohnhaus umgebaut.                                                                                         | Feldstein-Ziegelscheune mit Anbauten |
| 09115448                         | Kirchstraße 2 (Lage)                 | Dorfkirche                                                    | Die evangelische Kirche stammt im Kern aus dem 13. oder 14. Jahrhundert. Im Jahre 1745 wurde sie verändert und der Dachreiter hinzugefügt. | weitere Bilder                       |
| 09115918 Teilobjekt zu: 09115448 | Kirchstraße 2 (Lage)                 | Glocke                                                        | | BW                                   |
| 09115919 Teilobjekt zu: 09115448 | Kirchstraße 2 (Lage)                 | Glasfenster                                                   | | BW                                   |
| 09116028 Teilobjekt zu: 09115448 | Kirchstraße 2 (Lage)                 | Orgel                                                         | | BW                                   |

### Sieversdorf
| ID-Nr.                            | Lage | Bezeichnung | Beschreibung | Bild |
| --------------------------------- | --- | --- | --- | --- |
| 09115321                          | Alte Petershagener Straße (Lage)                                                                                | Dorfkirche mit südlicher Kirchhofeinfriedung und Erbbegräbnis der Familien Karbe und von Stünzner-Karbe auf dem Kirchhof                        | Die mittelalterliche Feldsteinkirche stammt aus dem 13. Jahrhundert. Der Turm wurde in der zweiten Hälfte des 17. Jahrhunderts hinzugefügt. An der Südwand befinden sich Reste von Wandbemalungen. | weitere Bilder |
| 09115723 Teilobjekt zu: 09115321  | Alte Petershagener Straße ()                                                                                    | Orgel | Die Orgel ist 1891 von der Firma Sauer erbaut worden. | ein Bild hochladen |
| 09115723 Teilobjekt zu: 09115321  | Alte Petershagener Straße ()                                                                                    | Grabmal | Oberamtmann Philipp Heinrich Karbe und Ehefrau Julie Dorothea | ein Bild hochladen |
| 09115724 Teilobjekt zu: 09115321  | Alte Petershagener Straße ()                                                                                    | Grabmal | | ein Bild hochladen |
| 09115725 Teilobjekt zu: 09115321  | Alte Petershagener Straße ()                                                                                    | Grabmal | | ein Bild hochladen |
| 09115726 Teilobjekt zu: 09115321  | Alte Petershagener Straße ()                                                                                    | Grabmal | | ein Bild hochladen |
| 09115727 Teilobjekt zu: 09115321  | Alte Petershagener Straße ()                                                                                    | Grabmal | | ein Bild hochladen |
| 09115728 Teilobjekt zu: 09115321  | Alte Petershagener Straße ()                                                                                    | Grabmal | | ein Bild hochladen |
| 09115729 Teilobjekt zu: 09115321  | Alte Petershagener Straße ()                                                                                    | Grabmal | | ein Bild hochladen |
| 09115730 Teilobjekt zu: 09115321  | Alte Petershagener Straße ()                                                                                    | Grabmal | | ein Bild hochladen |
| 09115731 Teilobjekt zu: 09115321  | Alte Petershagener Straße ()                                                                                    | Grabmal | | ein Bild hochladen |
| 09115732 Teilobjekt zu: 09115321  | Alte Petershagener Straße ()                                                                                    | Grabmal | Das Kreuz wurde für Henriette von Kaphengst im Jahre 1906 aufgestellt. | ein Bild hochladen |
| 09115733 Teilobjekt zu: 09115321  | Alte Petershagener Straße ()                                                                                    | Grabmal | Das Marmorkreuz wurde für Ernst von Kaphengst aufgestellt. Er ist am 6. August 1870 auf den Spicherer Höhen gefallen. | ein Bild hochladen |
| 09115734 Teilobjekt zu: 09115321  | Alte Petershagener Straße ()                                                                                    | Grabmal | Das Kreuz wurde für Julie Stünzner im Jahre 18445 aufgestellt. | ein Bild hochladen |
| 09115735 Teilobjekt zu: 09115321  | Alte Petershagener Straße ()                                                                                    | Grabmal | Das Eisengusskreuz wurde für Albertine von Lüderitz im Jahre 1867 aufgestellt. | ein Bild hochladen |
| 09115736 Teilobjekt zu: 09115321  | Alte Petershagener Straße ()                                                                                    | Grabmal | Das Kreuz aus Eisenguss ist Carl Ewald von Stünzer gewidmet. | ein Bild hochladen |
| 09113737 Teilobjekt zu: 09115321  | Alte Petershagener Straße ()                                                                                    | Grabmal | Das Kreuz wurde für Marie Stünzer im Jahre 1874 aufgestellt. | ein Bild hochladen |
| 09115738 Teilobjekt zu: 09115321  | Alte Petershagener Straße ()                                                                                    | Grabmal | Das Marmorkreuz für den General Carl von Stünzer und für Minni von Stünzer wurde im Jahre 1914 aufgestellt. Vor dem Kreuz steht eine Marmortafel für Julie von Stünzner. | ein Bild hochladen |
| 09115739 Teilobjekt zu: 09115321  | Alte Petershagener Straße ()                                                                                    | Grabmal | Das Mamorkreuz wurde Karl von Stünzner-Karbe, geboren 26. Februar 1872, gestorben 22. März 1934, sowie Marie von Stünzner-Karbe (geborene Schmidt), geboren 08. November 1873, gestorben 27. Januar 1952 gewidmet. | ein Bild hochladen |
| 09115740 Teilobjekt zu: 09115321  | Alte Petershagener Straße ()                                                                                    | Grabmal | Der unbearbeitet Findling wurde Peter von Stünzner-Karbe, geboren 01. Juli 1902, gestorben 23. September 1973, sowie Brigitta von Stünzner-Karbe (geborene Schulz von Heinersdorf), geboren 28. Mai 1916, gestorben 23. Juli 2005 gewidmet.                                                                                     | ein Bild hochladen |
| 09115322                          | Alte Briesener Straße 1, 4, 7, Alte Petershagener Straße 3, 4, Gärtnerweg 1-3, Gutshaus Sieversdorf 1, 2 (Lage) | Gutsanlage mit Herrenhaus einschließlich Seitenflügel und Kopfbau, Gutshof mit Brennerei, Wohn- und Wirtschaftsgebäuden sowie Neusiedlerhäusern | Der rechteckige, zweigeschossige Putzbau mit Mittelrisalit und neun Achsen wurde Ende des 17. Jahrhunderts erbaut. Um das Jahr 1790 wurde das Haus im klassizistischen Stil umgebaut. 1947 erfolgte der Abriss von drei Achsen, diese wurden 2007 wieder hinzugefügt. Im Erdgeschoss sind Stuckdecken aus der Bauzeit erhalten. | Gutsanlage mit Herrenhaus einschließlich Seitenflügel und Kopfbau, Gutshof mit Brennerei, Wohn- und Wirtschaftsgebäuden sowie Neusiedlerhäusern |
| 09116056 Teilobjekt zu: 09115322  | Alte Briesener Straße 1, 4, 7, Alte Petershagener Straße 3, 4, Gärtnerweg 1-3, Gutshaus Sieversdorf 1, 2 ()     | Herrenhaus | | ein Bild hochladen |
| 09116057 Teilobjekt zu: 09115322  | Alte Briesener Straße 1, 4, 7, Alte Petershagener Straße 3, 4, Gärtnerweg 1-3, Gutshaus Sieversdorf 1, 2 ()     | Gutshof | | ein Bild hochladen |
| 09116059 Teilobjekt zu: 09115322  | Alte Briesener Straße 1, 4, 7, Alte Petershagener Straße 3, 4, Gärtnerweg 1-3, Gutshaus Sieversdorf 1, 2 ()     | Brennerei & Maschinenhaus | | ein Bild hochladen |
| 09116058 Teilobjekt zu: 09115322  | Alte Briesener Straße 1, 4, 7, Alte Petershagener Straße 3, 4, Gärtnerweg 1-3, Gutshaus Sieversdorf 1, 2 ()     | Inspektorenhaus | | ein Bild hochladen |
| 09116060 Teilobjekt zu: 09115322  | Alte Briesener Straße 1, 4, 7, Alte Petershagener Straße 3, 4, Gärtnerweg 1-3, Gutshaus Sieversdorf 1, 2 ()     | Stall | | ein Bild hochladen |
| 09116061 Teilobjekt zu: 09115322  | Alte Briesener Straße 1, 4, 7, Alte Petershagener Straße 3, 4, Gärtnerweg 1-3, Gutshaus Sieversdorf 1, 2 ()     | Fabrikgebäude | Das Gebäude bildet den östlichen Abschluss des Gutshofes. Es ist ein eineinhalbgeschossiges Gebäude aus Ziegel und Feldstein mit einem Satteldach. | ein Bild hochladen |
| 09116062 Teilobjekt zu: 09115322  | Alte Briesener Straße 1, 4, 7, Alte Petershagener Straße 3, 4, Gärtnerweg 1-3, Gutshaus Sieversdorf 1, 2 ()     | Scheune | | ein Bild hochladen |
| 09116063 Teilobjekt zu: 09115322  | Alte Briesener Straße 1, 4, 7, Alte Petershagener Straße 3, 4, Gärtnerweg 1-3, Gutshaus Sieversdorf 1, 2 ()     | Stall | | ein Bild hochladen |
| 091160064 Teilobjekt zu: 09115322 | Alte Briesener Straße 1, 4, 7, Alte Petershagener Straße 3, 4, Gärtnerweg 1-3, Gutshaus Sieversdorf 1, 2 ()     | Neubauernhaus | | ein Bild hochladen |
| 09116065 Teilobjekt zu: 09115322  | Alte Briesener Straße 1, 4, 7, Alte Petershagener Straße 3, 4, Gärtnerweg 1-3, Gutshaus Sieversdorf 1, 2 ()     | Scheune | | ein Bild hochladen |
| 09116066 Teilobjekt zu: 09115322  | Alte Briesener Straße 1, 4, 7, Alte Petershagener Straße 3, 4, Gärtnerweg 1-3, Gutshaus Sieversdorf 1, 2 ()     | Wohnhaus | | ein Bild hochladen |
| 09116067 Teilobjekt zu: 09115322  | Alte Briesener Straße 1, 4, 7, Alte Petershagener Straße 3, 4, Gärtnerweg 1-3, Gutshaus Sieversdorf 1, 2 ()     | Neubauernhaus | Das Haus befindet sich westlich des Teiches und südlich des Gutshofes. | ein Bild hochladen |
| 09116068 Teilobjekt zu: 09115322  | Alte Briesener Straße 1, 4, 7, Alte Petershagener Straße 3, 4, Gärtnerweg 1-3, Gutshaus Sieversdorf 1, 2 ()     | Neubauernhaus | Das Haus befindet sich östlich der Gutsanlage. | ein Bild hochladen |